# Bambuseae
Tribu
Les Bambuseae sont une tribu de plantes monocotylédones appartenant à la famille des Poaceae (graminées), sous-famille des Bambusoideae, qui comprend 966 espèces classées dans 73 genres eux-mêmes groupés en 11 sous-tribus, originaire des régions tropicales, principalement d'Asie.
C'est l'une des trois tribus de la sous-famille des Bambusoideae, les deux autres étant la tribu des Arundinarieae qui rassemble des bambous ligneux des régions tempérées, et celle des Olyreae, bambous herbacés des régions tropicales d'Amérique latine.
Ce sont des bambous ligneux caractérisés par des tiges formées d'un chaume creux lignifié à la croissance très rapide. Ces bambous se sont adaptés à des climats chauds, tropicaux et subtropicaux. Ils sont présents sur tous les continents à l'exception de l'Europe et de l'Antarctique.

## Caractéristiques
Les Bambuseae sont des bambous ligneux, qui partagent avec les Arundinarieae plusieurs caractères :  un système de rhizomes développés, des chaumes fortement lignifiés, des feuilles  caulinaires bien différenciées des autres feuilles, des ramifications aériennes bien développées et souvent complexes, des feuilles munies de contre-ligules extérieures,.
Dans les deux sous-tribus, les chaumes se développent en deux phases :
- les nouvelles pousses ne sont pas ramifiées et portent une feuille caulinaire à chaque nœud émergeant du sol, et s'allongent jusqu'à atteindre leur taille adulte ;
- ensuite les chaumes se lignifient et se ramifient en produisant des feuilles normales.

Les bambous ligneux  ont tous des épillets bisexués et présentent généralement une floraison grégaire, suivie de monocarpie au bout d'un cycle végétatif relativement long, qui peut durer de quelques années à 120 ans.
Les pseudo-épillets sont communs chez les Bambuseae mais ne sont pas présents dans tous les genres.
Les Bambuseae se distinguent des Arundinarieae par les caractères suivants : le mode de ramification à développement acropète ou bidirectionnel, le génome soit tétraploïde, soit hexaploïde, avec respectivement 2n = 40, 44, 48 et x = 10, 11 ou 12, ou 2n = 72 et x = 12, les rhizomes strictement pachymorphes (toutefois des rhizomes leptomorphes ou amphimorphes existent dans le genre Chusquea).

## Classification
Selon une étude récente, publiée en 2017, la tribu des Bambuseae comprend 966 espèces réparties en 11 sous-tribus et 73 genres.
Cette tribu est constituée de deux clades qui partagent un ancêtre commun : le clade des bambous ligneux des paléotropiques (espèces hexaploïdes) et celui des bambous ligneux des néotropiques (espèces tétraploïdes).
- Le premier,   distribué en Eurasie, en Australasie et en Afrique, comprend 7 sous-tribus :  les Melocanninae (9 genres et 99 espèces), les Hickeliinae (9 genres et 32 espèces), les Bambusinae (17 genres et 324 espèces), les Racemobambosinae (3 genres et 31 espèces), les Dinochloinae (7 genres et 56 espèces), les Greslaniinae (1 genre, 2 espèces), les Holttumochloinae (3 genres, 6 espèces) et les Temburongiinae (1 genre, 1 espèce), ainsi que 2 genres monotypiques (Ruhooglandia et Temochloa) considérés comme incertae sedis.
- Le second, distribué en Amérique centrale, Amérique du Sud, au Mexique et dans les Antilles, comprend 3 sous-tribus : les Arthrostylidiinae (15 genres pour 185 espèces), les Guaduinae (5 genres pour 35 espèces), et les Chusqueinae (1 genre pour 175 espèces)

## Liste des genres classés par sous-tribus
Selon Soreng et al. (2017) :

### Clade des bambous ligneux néotropicaux
- sous-tribu des Arthrostylidiinae Soderstr. & R.P.Ellis, 1987
  - Actinocladum McClure ex Soderstr., 1981
  - Alvimia C.E.Calderon ex Soderstr. & Londono, 1988
  - Arthrostylidium Rupr., 1839
  - Athroostachys
  - Atractantha McClure, 1973
  - Aulonemia Goudot (syn. – Colanthelia, Matudacalamus)
  - Cambajuva
  - Didymogonyx
  - Elytrostachys McClure
  - Filgueirasia Guala, 2003
  - Glaziophyton Franch., 1899
  - Merostachys Spreng., 1824
  - Myriocladus
  - Rhipidocladum McClure
- sous-tribu des Chusqueinae Soderstr. & R.P.Ellis, 1987
  - Chusquea Kunth (syn.  Neurolepis, Platonia, Rettbergia, Swallenochloa)
- sous-tribu des Guaduinae Soderstr. & R.P.Ellis, 1987
  - Apoclada McClure, 1967
  - Eremocaulon Soderstr. & Londono (syn. Criciuma)
  - Guadua Kunth
  - Olmeca Soderstr.
  - Otatea (McClure & E.W.Sm.) C.E.Calderon & Soderstr.

### Clade des bambous ligneux paléotropicaux
- sous-tribu des Bambusinae J.Presl, 1830
  - Bambusa Schreb. (syn. Dendrocalamopsis, Neosinocalamus, Pseudobambusa)
  - Bonia Balansa
  - Cochinchinochloa
  - Dendrocalamus Nees, 1835 (syn. Klemachloa, Sellulocalamus Sinocalamus)
  - Fimbribambusa
  - Gigantochloa Kurz ex Munro
  - Maclurochloa K.M.Wong
  - Melocalamus Benth., 1883
  - Neomicrocalamus Keng f., 1983
  - Oreobambos K.Schum.
  - Oxytenanthera Munro, 1868 (syn. Houzeaubambus, Scirpobambus)
  - Phuphanochloa
  - Pseudoxytenanthera Soderstr. & R.P.Ellis, 1988
  - Thyrsostachys
  - Vietnamosasa T.Q.Nguyen
  - Yersinochloa
- sous-tribu des Hickeliinae A.Camus, 1924
  - Cathariostachys S.Dransf.
  - Decaryochloa A.Camus
  - Hickelia A.Camus, 1924 (syn. Pseudocoix)
  - Hitchcockella A.Camus, 1925
  - Nastus Juss., 1789 (syn. Oreiostachys)
  - Perrierbambus A.Camus, 1924
  - Sirochloa S.Dransf.
  - Sokinochloa
  - Valiha S.Dransf., 1998
- sous-tribu des Melocanninae Benth., 1881
  - Cephalostachyum Munro (syn. Leptocanna)
  - Davidsea Soderstr. & R.P.Ellis, 1988
  - Melocanna Trin., 1821
  - Neohouzeaua A.Camus
  - Schizostachyum Nees (syn. Dendrochloa,
  - Stapletonia
- sous-tribu des Racemobambosinae Stapleton, 1994
  - Chloothamnus
  - Racemobambos Holttum, 1956
  - Widjajachloa
- sous-tribu des Dinochloinae
  - Cyrtachloa
  - Dinochloa
  - Mullerochloa
  - Neololeba
  - Pinga
  - Parabambusa
  - Sphaerobambos
- sous-tribu des Greslaniinae
  - Greslania
- sous-tribu des Holttumochloinae
  - Holttumochloa
  - Kinabaluchloa
  - Nianhochloa
- sous-tribu des Temburongiinae
  - Temburongia
- incertae sedis
  - Ruhooglandia
  - Temochloa

## Distribution et habitat

Aire de répartition des Bambuseae.

L'aire de répartition des Bambuseae est très vaste. Elle s'étend dans la plupart des régions tropicales et subtropicales, en Afrique, à Madagascar, en Inde et au Sri Lanka, en Asie du Sud-Est, dans le sud de la Chine et du Japon, et en Océanie pour le clade des bambous paléotropicaux, et en Amérique latine, du Mexique jusqu'en Argentine et au Chili, ainsi que dans les Antilles, pour les bambous néotropicaux (sous-tribus des Arthrostylidiinae, Chusqueinae et Guaduinae).
Les espèces de Bambuseae se rencontrent à toutes les altitudes depuis le niveau de la mer jusqu'à 4 400 mètres d'altitude, le plus souvent dans des forêts tropicales ou subtropicales humides, où elles forment parfois l'élément dominant de la végétation.
Plusieurs espèces de Chusquea, genre sud-américain, peuvent atteindre 4000 mètres d'altitude ou plus : Chusquea acuminatissima, Chusquea aristata (4200 mètres), Chusquea guirigayensis, Chusquea tesselata (4200 mètres), Chusquea villosa (4250 à 4400 mètres).
Les genres de stature élevée tels que Bambusa, Dendrocalamus, Eremocaulon, Guadua, Gigantochloa et Schizostachyum se rencontrent plutôt dans les forêts humides de plaine ou de montagne peu élevées, jusqu'à 1 500 mètres d'altitude, aussi bien dans l'Ancien Monde que dans le Nouveau Monde. Toutefois on trouve aussi en plaine des bambous, notamment dans les genres Alvimia, Chusquea, Dinochloa, Hickelia, Neomicrocalamus et Racemobambos, qui ont un port grimpant, leurs chaumes de plus petite taille s'enroulant autour des arbres et arbustes.